# 이가와 소라
이가와 소라(일본어: 井川 空, 2000년 1월 15일~)는 일본의 축구 선수이다.

## 구단 경력
그는 2022년 J1리그의 홋카이도 콘사돌레 삿포로에 입단했다. 2023년 J2리그의 파지아노 오카야마로 이적했다. 2025년 J3리그의 FC 기후로 이적했다.